# Madonna van Nicolaas van Maelbeke
De Madonna van Nicolaas van Maelbeke is een schilderij in olieverf op paneel (eikenhout) begonnen door Jan van Eyck in opdracht van Nicolaas van Maelbeke, de proost van de Sint-Maartenskerk in Ieper. Van Eyck kreeg de opdracht in 1439, maar bij zijn overlijden in 1441 bleef het triptiek onafgewerkt. Het schilderij werd afgewerkt door het atelier onder leiding van Jans broer, Lambert van Eyck en werd geïnstalleerd in de kooromgang van de Ieperse kerk. De Maelbeke Madonna verwierf grote bekendheid als laatste werk van de grootste van de Vlaamse Primitieven en er werden verschillende kopieën van gemaakt, zowel geschilderde als getekende. 
Van de Gentse humanist en kunstschilder Lucas de Heere (1534-1584) weten we uit zijn “Ode aan het Agnus Dei” uit 1559 dat hij in Ieper een onafgewerkt schilderij van Jan van Eyck had gezien dat hij, naast het Lam Gods en de Madonna van Kanunnik van der Paele, het enige bekende werk van Van Eyck noemde dat nog in het graafschap Vlaanderen te zien was.
In 1568 meldt Marcus van Vaernewijck een beschrijving van het schilderij in “Den Spiegel van der Nederlandscher Audheyt”, wat aantoont dat het werk tijdens de Beeldenstorm in Ieper in augustus 1566 blijkbaar verborgen werd en bewaard bleef.
De beschrijving luidde als volgt:
“In die kercke en de Proostie van Sinte Marten / wiert bewaert een Tafereel / daer ons lieve Vrouwe / met haer kinde kin ghefigureert Staet / ende eenen Abt oft Proost daer voren knielende / de Deuren zijn onvoldaen/ ende hebben elck twee paercken als vanden brennenden Eglentier / Gedeons Vlies / Ezechiels poorte / ende Aarons roede / die al op de maechtelicheyt van Maria corresponderen / wel besiens weerdich / oock ghemaeckt by Meester Joannes van Eyck / welcs werck meer hemelsch / dan meinschelic schijnt / waer af wy boven gheschreven hebben ...“ 
Ook Giorgio Vasari vermeldt het werk in de tweede uitgave van zijn “Le vite de piu eccellenti pittori, scultori e architettori” van 1568 en Carel van Mander beschrijft de triptiek in zijn Schilder-boeck van 1604 op bijna identieke wijze als de beschrijving hierboven. De historicus Antonius Sanderus en verschillende kroniekschrijvers en reizigers uit de 17 en 18e eeuw vermelden de “Ieper Madonna” in de kathedraal van Ieper. In 1757 werd het werk overgebracht naar het bisschoppelijk paleis. Het werk ging verloren tijdens de Franse bezetting van de Oostenrijkse Nederlanden in 1791.
De stad Brugge kocht in 2007 een schilderij getiteld de Madonna met Petrus Wijts, (1615-1650) voor het Groeningemuseum. Dit werk werd tot in het midden van de jaren 1980 als het Eyckse origineel beschouwd, het was nog als dusdanig te zien op de tentoonstelling van de Vlaamse Primitieven in Brugge in 1902. Via een dendrochronologische analyse door het KIK te Brussel in de jaren 1970, kwam men tot de vaststelling dat het paneel ten vroegste in de late 16e eeuw kon vervaardigd zijn. In 1985 werd het geïdentificeerd als een 17e-eeuwse kopie geschilderd door een anonieme Vlaamse kunstenaar in opdracht van de Ieperse kanunnik Pieter Wyts. De anonieme schilder kopieerde het middenpaneel, maar ook de binnenzijde van de zijluiken is vermoedelijk integraal overgenomen van het origineel door Van Eyck. Het middenpaneel meet 175,5 x 99,1 cm en de zijpanelen 172,8 x 41,3 cm. Dit zou waarschijnlijk goed overeenstemmen met de afmetingen van het originele werk.

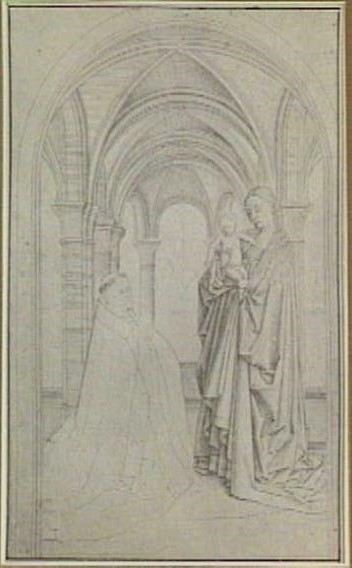
Maelbeke Madonna naar Jan van Eyck, Albertina Wenen

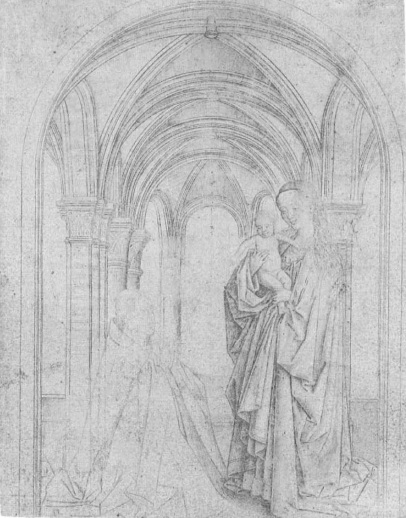
Maelbeke Madonna naar Jan van Eyck, Germanisches Nationalmuseum Nürnberg

Er zijn ook twee tekeningen bekend van het middenpaneel die gemaakt werden in de periode van 1442-1450. De ene bevindt zich in Wenen in de Grafische Sammlung Albertina, de andere in Nürnberg in het Germanisches Nationalmuseum. Op het eerste zicht lijken ze identiek maar als men ze in detail bekijkt gaat men toch verschillen opmerken, vooral in de figuur van de donor en in het landschap dat slechts geschetst is. De beide figuren van de Maagd daarentegen zijn zeer nauwkeurig weergeven en nagenoeg identiek. Dit wijst erop dat beide tekeningen teruggaan op hetzelfde voorbeeld, maar dat het model zelf niet volledig was afgewerkt.